# Tuffi ai campionati europei di nuoto 2018 - Squadra mista
La gara a squadre dei tuffi ai Campionati europei di nuoto 2018 si è svolta il 6 agosto 2018 alla Royal Commonwealth Pool di Edimburgo e vi hanno preso parte 7 coppie miste di atleti, provenienti da altrettante diverse nazioni.

## Medaglie
| Posizione | Atleti                             | Paese    |
| --------- | ---------------------------------- | -------- |
| Oro       | Oleh Kolodij Sofija Lyskun         | Ucraina  |
| Argento   | Lou Massenberg Maria Kurjo         | Germania |
| Bronzo    | Julija Timošinina Evgenij Kuznecov | Russia   |

## Risultati
| Class.  | Nazione       | Tuffatori                          | Punti | Punti | Punti | Punti | Punti | Punti | Punti  |
| Class.  | Nazione       | Tuffatori                          | T1    | T2    | T3    | T4    | T5    | T6    | Totale |
| ------- | ------------- | ---------------------------------- | ----- | ----- | ----- | ----- | ----- | ----- | ------ |
| Oro     | Ucraina       | Oleh Kolodij Sofija Lyskun         | 47.00 | 46.00 | 68.00 | 57.40 | 70.30 | 67.20 | 355.90 |
| Argento | Germania      | Lou Massenberg Maria Kurjo         | 39.00 | 45.00 | 68.80 | 67.50 | 67.20 | 65.10 | 352.60 |
| Bronzo  | Russia        | Julija Timošinina Evgenij Kuznecov | 43.00 | 73.50 | 63.55 | 89.30 | 35.20 | 45.00 | 349.55 |
| 4       | Gran Bretagna | James Heatly Robyn Birch           | 50.00 | 41.00 | 76.50 | 45.00 | 68.25 | 62.40 | 343.15 |
| 5       | Italia        | Noemi Batki Giovanni Tocci         | 39.00 | 48.00 | 56.00 | 74.80 | 42.00 | 64.60 | 324.40 |
| 6       | Bielorussia   | Vadzim Kaptur Alëna Chamul'kina    | 47.00 | 42.00 | 58.50 | 68.80 | 55.50 | 45.90 | 317.70 |
| 7       | Svezia        | Ellen Ek Vinko Paradzik            | 37.00 | 38.00 | 54.60 | 43.20 | 55.50 | 42.00 | 270.30 |